# فیلاخ
شهر فیلاخ (به آلمانی: Villach) در استان کرنتن با جمعیت ۵۸٬۴۸۰ نفر در کشور اتریش واقع شده‌است.